# Bonfire (группа)
Bonfire (с англ. — «Костёр», изначально Cacumen) — немецкая рок-группа, основанная в Ингольштадте, Германия, в 1972 году Хансом Циллером. В 1986 году участники группы поменяли название на Bonfire по требованию звукозаписывающей компании и менеджмента. Основатель Ханс Циллер до сих пор остаётся в группе и является единственным человеком, кому принадлежат права на название Bonfire.

## История

### Cacumen (1972—1986)
В 1972 году молодой гитарист Ханс Циллер вместе со своим братом Карлом и друзьями-подростками организовали группу Cacumen. Название группы навеял школьный экзамен Ханса, с латыни это можно перевести как «вершина горы». Следующие шесть лет группа в разных составах выступала в родном Ингольштадте, и даже приобрела там некоторую популярность.
Более или менее устоявшийся состав возник в 1978 году, когда в группу пришёл вокалист Клаус Лессманн. Ранее он был участником групп Ginger и Sunset и был известен своим гармоничным вокалом. В этом составе у группы начали появляться шансы выбраться за предела Ингольштадта. В 1979 году группа выпустила сингл Riding Away, который также включал песню Wintertale на обратной стороне. После выхода этого сингла выступала везде, где только могла: в клубах, школах, не брезговала даже парковками. Количество поклонников группы увеличивалось, и группа наконец-то смогла подписать контракт с независимым лейблом. В это время Карл Циллер покинул группу. Одноимённый альбом Cacumen был выпущен в 1981 году и включал в себя новую версию песни Riding Away.
В конце концов, группа начала сотрудничество с Хансом Шмидтом-Тайссеном, который владел небольшой музыкальной студией. Шмидт-Тайссен записывал с группой сингл Riding Away, а также играл на клавишных во время концертов. В 1983 году в студии Шмидта-Тайссена в Родгау группа записала свой второй альбом Bad Widow.
Тем временем, количество фанов группы увеличивалось, группа давала все больше концертов. В 1983 году бас-гитарист Роберт Прскалович заменил Ханса Хауптмана, и этот состав стал самым известным составом Cacumen, но когда группа подписала контракт с компанией BMG, это повлекло за собой кардинальные преобразования. В марте 1985 Прскалович и Ханс Форстнер уже не были участниками группы. Они покинулии группу, так как не могли полноценно уделять ей время и были заменены Йоргом Дайсингером (бас-гитара, ранее был участником Rascal и Dynasty и Домиником Хюльсхерстом (ударные, ранее играл в Darxon). Группа также сменила имидж, облачившись в стандартные наряды рок-групп того времени. Наконец, лейбл потребовал сменить название, так как, по их мнению, название Cacumen было труднопроизносимым для среднестатистического слушателя и не очень товарным. После сеанса мозгового штурма было выбрано новое название — Bonfire. Группа была официально переименована в мае 1986.

### Bonfire, первое пришествие (1986—1994)
Дебютный альбом Bonfire был выпущен по всему миру в июне 1986 года и назывался Don’t Touch the Light. В мае 1987 года Хюльсхерст был уволен по причине музыкальных разногласий, а группа приступила к записи второго альбома квартетом, пригласив в качестве сессионного барабанщика Кена Мэри из группы Fifth Angel. Альбом вышел под названием Fireworks и впоследствии получил золотой статус. Было выпущено две версии альбома — всемирная и североамериканская. Североамериканская версия отличается обложкой (на ней изображены все четверо музыкантов группы) и наличием песни You Make Me Feel из первого альбома.

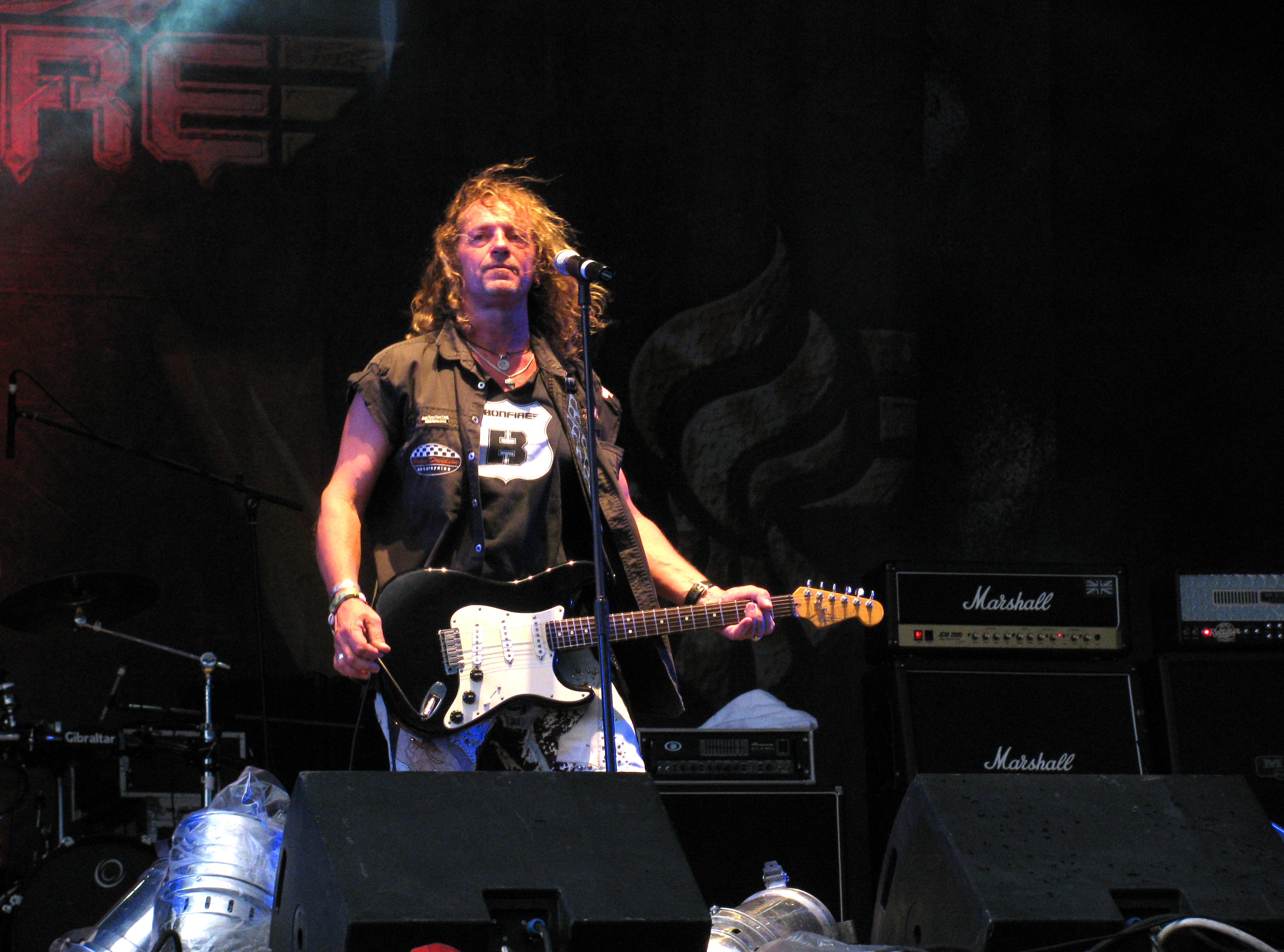
Claus Lessmann на Global East Rock Festival 2010

Между вторым и третьим альбомом группа претерпела немалые перемены., В декабре 1987 место за ударной установкой занял Эдгар Патрик (ранее выступал в Sinner, Samson и Tyran Pace), а в мае 1988, во время тура Fireworks из-за проблем со здоровьем группу покинул гитарист Хорст Майер-Торн. Вместо него в августе в группу пришёл Ангель Шляйфер (ранее играл в Doc Savage, Red Alert, Sinner, Mad Max, Pretty Maids и Helter Skelter). Тур продолжился, а по его окончании группа вернулась в студию для записи третьего альбома. На момент начала записи у Ханса Циллера возник конфликт с лейблом. Вопреки желанию участников, он был уволен из группы в мае 1989 года, и Bonfire снова стали квартетом. Следует отметить, что только первые два альбома Bonfire были официально выпущены в Северной Америке.
Несмотря на уход из группы, Циллер сохранил крепкую дружбу с Клаусом Лессманном. Когда Циллер основал свою новую группу EZ Livin', он пригласил Клауса в качестве вокалиста, а также для сотрудничества в написании песен. Однако лейбл не разрешил Клаусу участвовать в записи альбома, и Ханс был вынужден искать другого вокалиста для своей группы.
Уход Циллера из группы стал сказываться на Лессмане, который остался в группе. После многочисленных попыток прорваться на североамериканский рынок и неудачного четвёртого альбома Knock Out Лессманн покинул группу 25 сентября 1992 года. Его уход не стал неожиданностью для оставшихся участников группы, но теперь им нужно было искать нового вокалиста. Внимание группы привлёк Михаэль Борманн, который был вокалистом в Letter X, а также в своей собственной группе Jaded Heart. Более того, ранее он выступал в High Voltage и J.R. Blackmore Group. Борманн стал новым фронтменом группы в марте 1993. При этом он покинул Letter X, но сохранил свою группу Jaded Heart.
Несмотря на то, что группа нашла нового вокалиста, дела шли не очень хорошо. Лейбл отказался выпускать какой-либо материал без участия Лессманна, вдобавок началась волна гранжа. Группа чувствовала, что конец близок и выпустила концертный альбом Live… The Best, в который вошли записи, сделанные во время тура Point Blank в 1989-90 годах с Лессманном на вокале. Альбом, который группа начала записывать вместе с Борманном, был заброшен (но позже был неофициально выпущен в виде бутлега Bonfire — End of an Era Demos), а последний концерт состоялся 29 июля 1994. Официально распад группы объявлен не был.

### Lessmann/Ziller и Ex (1992—1996)
Пока Bonfire пытались выжить с новым вокалистом, Лессманн и Циллер воссоединились в 1992 году и образовали проект Lessmann/Ziller после того, как Ханс распустил EZ Livin'. В 1993 году они выпустили германоязычный мини-альбом Glaub Dran. За выпуском альбома последовал выход ряда синглов с материалом, который не входил в альбом. Проект имел ограниченный успех и не оправдал ожидания. В 1995 Lessmann/Ziller переименовались в Ex. В мае участниками группы стали Хорст Майер-Торн и Доминик Хюльсхерст, что означало почти полное воссоединение состава Bonfire образца 1986 года.

### Возвращение Bonfire и возникновение Charade (1996—2000)
В 1996 году Лессманн и Циллер начали судебные разбирательства с целью получить права на название Bonfire и репертуар 1986—1992 годов. 3 июля была сделана разовая выплата участникам состава Bonfire образца 1994 года, и проект Ex был переименован в Bonfire. Второе пришествие началось с выпуска альбома Feels Like Comin' Home, который состоит из перезаписей на английском песен с альбома Glaub Dran. В 1997 к группе присоединился гитарист и клавишник Крис Лауссманн (ранее был участником Affair и Frontline), басист Уве Колер (Black Tears, Paradise Leaf, Big Apple, Lipstikk, Blitzkrieg и British Steel) и барабанщик Юрген Вилер (Backdoor Affair, Heaven Sent, Chain Reaction, Loud & Proud, EZ Livin', Parish Garden, Wet Paint и 88 Crash).
Также в 1997 году Ангель Шляйфер и Михаэль Борманн вновь воссоединились с целью выпустить заброшенный альбом Bonfire, который они записывали в 1993 году. Йорг Дайсингер не был заинтересован в этом, а Эдгар Патрик был связан контрактными обязательствами с другими проектами, так что воссоединение представляло собой лишь дуэт Шляйфера и Борманна. Поскольку права на название Bonfire уже не принадлежали им, они назвались Charade. Отложенный альбом был выпущен в 1998 году в Японии и пользовался большим спросом. Всего проект Charade выпустил два альбома. Сотрудничество между Шляйфером и Борманном закончилось в мае 2011 года.

### Выход на мировую арену (2001—2014)

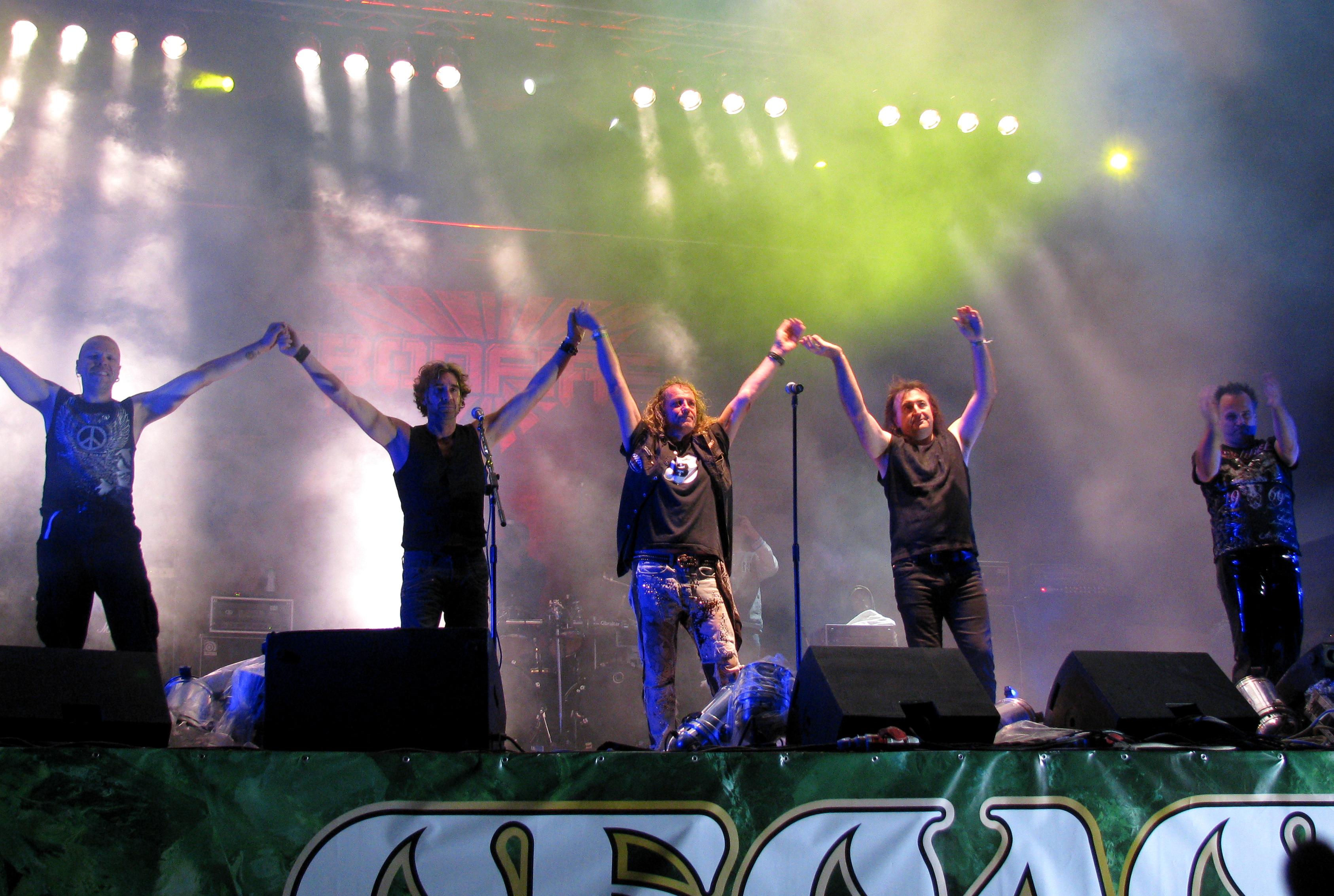
Bonfire после выступления на Global East Rock Festival 2010

С 1996 года Bonfire выпускали альбомы почти каждый год. Численность поклонников выросла и даже превзошла количество фанов в 80-е.
В 2002 ушёл Крис Лаусманн, но это не остановило группу. В 2004 году группа успешно приобрела права на материал времён Cacumen и выпустила 5-дисковый бокс-сет The Early Days. Первые три диска содержали переиздания альбомов Cacumen, четвёртый диск содержал альбом EZ Livin' и пятый — альбом Lessmann/Ziller. На всех дисках имеются бонусные материалы.
В 2006 году группа отпраздновала 20-летие с Крисом Лимбургом (Vice, Wet Paint and Lustfinger) в качестве гитариста. В 2008 Bonfire выпустили рок-оперу The Räuber, сделанную на основе произведения Фридриха Шиллера. Вскоре был также выпущен DVD с записью представления в театре, который также содержал клипы на некоторые песни, включая новую версию You Make Me Feel, перезаписанную специально для игры SingStar.
В 2009 году вернулся ещё один оригинальный участник Bonfire. Юрген Вилер неожиданно покинул группу и 15 января был заменён на возвратившегося Доминика Хюльсхерста. За этим последовало долгожданное возвращение на американскую сцену — 12 июля группа выступила на фестивале Rocklahoma.
В 2010 году Bonfire снова подписали контракт с крупным лейблом, на этот раз с Universal Music, в надежде, что этот лейбл будет продвигать группу значительно лучше, чем это делал BMG в 80-е. К сожалению, партнёрство продлилось всего несколько месяцев. Группа выпустила сингл Deutsche National Hymne, приуроченный к Чемпионату мира по футболу в ЮАР. Сингл семь недель оставался в топ-50 немецкого чарта синглов.
В 2011 вышел альбом Branded, который также попал в немецкие чарты. За этим последовал выпуск концертной версии альбома 1987 года Fireworks под названием Fireworks… Still Alive. Доминик Хюльсхерст ушёл из группы в марте 2012 года и был заменён барабанщиком Gregorian Харри Райшманном.

### Новая эра (2015 — по настоящее время)
11 января 2015 года было официально объявлено, что в группе произошли серьёзные изменения. Между Хансом Циллером и Клаусом Лессманном возникли серьёзные разногласия, которые привели к «концу группы». Веб-сайт melodicrock.com опубликовал эту информацию ещё двумя днями ранее, также сообщив, что новым вокалистом станет David Reece, бывший участник Accept и Bangalore Choir. Почти все остальные участники также покинули группу. В новый состав, помимо Риса, вошли Харри Райшманн (ударные), Ронни Спаркс из Seven Witches (бас) и другие. Все эти музыканты выступали под именем EZ Livin' — сольным проектом Циллера в 2014 — в то время, когда в деятельности Bonfire был перерыв. Новым гитаристом стал Франк Пане.
Уход Лессмана Циллер комментировал так, что во время последнего тура они не могли согласовать частоту концертных выступлений из-за чего Лессманн объявил ему о прощальном туре.
По словам Лессмана, он и оставшиеся участники не собирались покидать группу и перестановки были спланированы заранее, а их поставили перед фактом по электронной почте. Также он обозначил, что нездоровая обстановка началась ещё во время записи альбома Branded.
3 Июля 2016 года на сайте Hellfire-magazin.de было объявлено, что «Михаэль Борманн возвращается… После 2 успешных альбомов и более 100 выступлений, David Reece покидает Bonfire по личным и профессиональным разногласиям. Эти разногласия неразрешимы, поэтому обе стороны решили, что лучше просто расстаться…» «Михаэль Борманн официально приступает к работе в октябре 2016. В настоящее время группа взяла вокалиста Алекса Шталя (Alexx Stahl) (Purple Rising / Masters of Disguise / Roxxcalibur), который согласился помочь в сложившейся ситуации…»
Однако в октябре Ханс Циллер решил оставить Шталя в качестве вокалиста на постоянной основе. Группа выразила благодарность Михаэлю Борману за желание оказаться в составе Bonfire и понимание окончательного решения группы, пожелав ему успехов.
24 марта 2017 года состоялся выход студийного альбома «Byte the Bullet».
13 апреля 2018 года группа выпустила альбом «Temple Of Lies на AFM Records.
19 октября 2018 года выходит альбом-сборник «Legends», который содержит в себе кавер-версии песен известных рок-групп и исполнителей: Toto, Deep Purple, UFO, Queensrÿche, Rainbow, Survivor, Puhdys и др. Изначально планировалось пригласить оригинальных вокалистов для исполнения вокальных партий, однако почти все они были записаны штатным вокалистом группы. Только вокалист группы Puhdys Дитер “Quaster” Хертрампф записал свой вокал в кавер-версиях на композиции своей группы. Также, партии клавишных записал Пол Моррис, бывший участник Rainbow. Все же на концертах тура в поддержку релиза присутствовали некоторые гости: Джефф Тейт, Бобби Кимбол, Джонни Джиоэлли, Робин Бек, Дейв Биклер, Пол Моррис, Дитер “Quaster” Хертрампф. Из-за проблем со здоровьем у Ханса Циллера, тур был прерван.
В марте 2019 года группу покидает барабанщик Тим Брайдебанд. На его место приходит бывший барабанщик групп Axxis и Rage Андре Хильгерс.
В 2020-м году вышел новый студийный альбом «Fistful Of Fire».
В 2021-м году группа решила записать лучшие песни в полуакустической обработке, которые вылились в 2-х дисковой релиз под названием «Roots». Кроме известных песен, в качестве дополнения, диск содержал новые версии некоторых песен с альбома «Glorious» 2015 года: на существующие инструментальные версии были наложены новые вокальные линии с новыми текстами. Кроме того, песни имеют другие названия.
В мае 2022 года Фабио Алессандрини (Fabio Alessandrini) становится барабанщиком группы вместо ушедшего Андре Хильгерса.
14 октября 2022 года группа выпускает клип на песню «Freedom Is My Belief MMXXIII», которая перезаписана в рамках планируемого альбома «Point Blank MMXXIII». Текст публикации данного клипа стал официальной причиной ухода вокалиста Алекса Шталя из группы, поскольку договоренности относительно клипа не были соблюдены, о чем он сделал заявление на своей странице в Facebook. После заявления группа подтвердила его уход и объявила о поиске нового вокалиста.
16 декабря 2022 года группа объявила нового вокалиста. Им стал 31-летний уроженец Греции DYAN. Вместе с тем вышел клип на песню Fantasy MMXXIII, где вокальные партии исполнил новый вокалист.
В следующем году группа планирует выпустить 3 перезаписанных классических альбома: Don’t Touch The Light MMXXIII, Fireworks MMXXIII и Point Blank MMXXIII.

## Дискография

### Cacumen (1972—1986)
- 1979: Riding Away (single)
- 1981: Cacumen
- 1983: Bad Widow
- 1985: Longing for You EP

### Bonfire (1986 — по настоящее время)

#### Студийные альбомы
- 1986: Don’t Touch the Light
- 1987: Fireworks
- 1989: Point Blank
- 1991: Knock Out
- 1996: Feels Like Comin’ Home
- 1996: Freudenfeuer (Версия Feels Like Comin’ Home на немецком языке)
- 1997: Rebel Soul
- 1999: Fuel to the Flames
- 2001: Strike Ten
- 2003: Free
- 2006: Double X
- 2008: The Räuber
- 2011: Branded
- 2013: Schanzerherz
- 2015: Glorious
- 2017: Byte The Bullet
- 2018: Temple Of Lies
- 2018: Legends
- 2020: Fistful Of Fire

#### Сборники
- 1997: Hot & Slow (The Best Of The Ballads)
- 2000: Who’s Foolin' Who (Greatest Hits)
- 2001: 29 Golden Bullets
- 2004: The Early Days Parts 1 — 5
- 2009: You Make Me Feel — The Ballads
- 2016: Pearls
- 2021: Roots

#### Концертные альбомы
- 1993: Live…The Best
- 2002: Live Over Europe
- 2005: One Acoustic Night
- 2007: Double Vision
- 2011: Fireworks… Still Alive
- 2013: Live in Wacken

#### Синглы
- 1986: You Make Me Feel (taken from album Don’t Touch The Light)
- 1987: S.D.I. (Don’t Touch The Light)
- 1987: Give It A Try (Fire Works album)
- 1987: Sweet Obsession (Fire Works)
- 1987: Sleeping All Alone (Fire Works)
- 1989: Hard On Me (Point Blank album)
- 1989: Sword and Stone (previously unreleased)
- 1990: Who’s Foolin' Who (Point Blank)
- 1991: The Stroke (Knock Out Album)
- 1991: Rivers Of Glory (Knock Out)
- 1996: Feels Like Comin' Home (Feels Like Comin' Home album)
- 1996: I’d Love You To Want Me (Feels Like Comin' Home)
- 1997: Back To You (Feels Like Comin' Home)
- 1997: The First Cut Is The Deepest (Rebel Soul album)
- 1997: Stern Des Sudens (previously unreleased)
- 1998: Because It’s Christmas Time (previously unreleased)
- 1998: Hearts Bleed Their Own Blood (Rebel Soul)
- 1999: Goodnight Amanda (Fuel To The Flames album)
- 2001: I Need You (Strike Ten album)
- 2003: Tell Me What U Know (previously unreleased)
- 2004: Schanzer Herz (previously unreleased)
- 2006: Friends (Strike Ten)
- 2008: Let Me Be Your Water (The Räuber album)
- 2010: Deutsche Nationalhymne (previously unreleased)
- 2012: Cry for Help EP
- 2024: I Died Tonight
- 2024: I Will Rise

#### VHS/DVD
- 1993: The Best (VHS)
- 2001: Golden Bullets (DVD)
- 2005: One Acoustic Night (Double DVD)
- 2007: Double Vision (DVD)
- 2008: The Räuber — Live (Double DVD)

### Lessmann/Ziller
- 1993: Glaub Dran EP
- 1993: Wach Auf (single)
- 1994: Charlie & Louise (single)
- 1994: Für Dich (single)

### Ex
- 1995: Die Antwort Weiß Der Wind (single)

## Музыканты группы

### Текущий состав
- Hans Ziller — гитара (1972—1989, 1995 — по настоящее время)
- Frank Pané — гитара (2015 — по настоящее время)
- Ronnie Parkes — бас (2015 — по настоящее время)
- Fabio Alessandrini - барабаны (май 2022 - по настоящее время)
- DYAN - вокал (декабрь 2022 - по настоящее время)

### Бывшие участники
- Karl Ziller — гитара (1972—1980)
- Hanns Schmidt-Theissen — клавишные (1977—1980)
- Hans Hauptmann — бас (1972—1982)
- Robert Prskalowitz — бас (1982—1985)
- Hans Forstner — барабаны (1972—1985)
- Horst Maier-Thorn — гитара (1972 — Июнь 1988)
- Joerg Deisinger (ex-Rascal, Dynasty) — бас (Май 1985 — Июнь 1994)
- Angel Schleifer (ex-Doc Savage, Red Alert, Sinner, Mad Max, Pretty Maids, Helter Skelter) — гитара (Июнь 1988 — Июнь 1994)
- Edgar Patrik (ex- Sinner, Samson, Tyran Pace) — барабаны (Ноябрь 1987 — Июнь 1994)
- Chris Lausmann (ex-Affair, Frontline)- гитара, клавишные (1992—2002)
- Ken Mary (Fifth Angel) — сессионные барабаны на Fire Works
- Jurgen Wiehler (ex- Backdoor Affair, Heaven Sent, Chain Reaction, Loud & Proud, EZ Livin’, Parish Garden, Wet Paint и 88 Crash) — барабаны (1997 — 15 Января 2009)
- Dominik Huelshorst — барабаны (15 Января 2009 — Март 2012)
- Claus Lessmann — вокал (1978 — Сентябрь 1992, 1995 — январь 2015)
- Michael Bormann — вокал (Сентябрь, 1992, Март 1993 — Июль 1994)
- Uwe Kohler (ex- Black Tears, Paradise Leaf, Big Apple, Lipstikk, Blitzkrieg, British Steel) — бас (1997— январь 2015)
- Chris Limburg — гитара (2002— январь 2015)
- Harry Reischmann — барабаны (2012 — ноябрь 2015)
- David Reece — вокал (январь 2015 — июль 2016)
- Tim Breideband — барабаны (ноябрь 2015 — февраль 2019)
- André Hilgers — барабаны (март 2019 — май 2022)
- Alexx Stahl — вокал (август 2016 — октябрь 2022)